# PCエンジンGT
PCエンジンGT（ピーシーエンジン ジーティー）とは、1990年12月1日に日本電気ホームエレクトロニクス（NECホームエレクトロニクス）より発売された携帯型ゲーム機。PCエンジンの一種である。当時のメーカー希望小売価格は44,800円。「GT」は「Game and TV」の略称である。 
世界初となる据え置き型ゲーム機との互換性がある携帯型ゲーム機で、PCエンジンスーパーグラフィックスを除くPCエンジン用の全てのHuCARDタイトルがほぼそのまま遊べる。発売当時、市場で先行していた任天堂のゲームボーイに対抗して発売した。
欧米市場ではTurboExpress（ターボエクスプレス）の商品名で発売された。

## ハードウェア
コントローラーには連射機能付き。通信端子が設けられ、対応ソフトであれば専用ケーブルでGT同士をつなぐとゲームボーイのように対戦ゲームが楽しめる。本体に拡張バスが無く、CD-ROM2等のPCエンジン用各種周辺機器は接続が不可能である。
同時期のカラー液晶を搭載した携帯型ゲーム機であるゲームギアのSTN液晶と比べて高品質なTFT液晶を採用しており、表示は美麗ながら価格が倍以上と高価であった。また、ゲームギアと同じく消費電力の多いバックライトが必須だったため、市販の乾電池ではバッテリーの持ちが悪く、連続稼働時間はアルカリ乾電池6本で約3時間程度だった。液晶はPCエンジンの横解像度が256-512ドットであるのに対しRGB合わせて横336ドットしかないため、白色の点は色づき原色の点はまばらにしか表示されない。このためゲームによってはRPGのパスワードが読み辛いものもある。

## 仕様
以下の仕様は、PCエンジンGT（PI-TG6）のもの。
- 外径
  - 縦185mm×横108mm×厚さ46.8mm
- 重量
  - 本体のみ約410g（電池含み約550g）
- 表示部
  - 2.6型 アクティブマトリクス駆動方式 バックライト付きカラー液晶画面 336×221=74,256画素（RGBを別カウントした数値）
- 音声出力
  - スピーカ：丸型（直径28mm）ダイナミックスピーカ
  - ヘッドホン端子：直径3.5mmステレオミニジャック
- 使用電源
  - 単三乾電池×6（DC9V）
- 消費電力
  - 4.6W
- 使用環境
  - 温度5-35度 湿度20-80%
- 保存環境
  - 温度-10-55度
- 付属品
  - 単三マンガン乾電池×6／ハンドストラップ／取扱説明書一式

## 周辺機器

### NECホームエレクトロニクス純正
- TVチューナー
- PCエンジンGTとTVチューナーを接続させた状態
- コムケーブル

| 型番    | 名称                       | 発売日        | 備考 |
| ------- | -------------------------- | ------------- | --- |
| PI-AD11 | TVチューナー               | 1990年12月1日 | PCエンジンGT専用のTVチューナー。発売当時のテレビコマーシャルには、大竹まことを起用し「GTならテレビも見られるしね」を謳い文句にしていた。 |
| PI-AD12 | GTカーアダプタ             | 1990年12月1日 | 車用のカーアダプタ。 |
| LC-AV1  | GTAVケーブル               | 1990年12月1日 | TVチューナーを介しGTにAV機器を接続するケーブル。                                                                                         |
| LC-RF1  | エキストラアンテナコネクタ | 1990年12月1日 | GTチューナーへ接続する。 |
| PAD-121 | GTACアダプタ               | 1990年12月1日 | PCエンジンGT用のACアダプタ。 |
| PI-AN4  | コムケーブル               | 1990年12月7日 | 通信ケーブル。対応ソフトはわずか6本。 |

### 他社発売
以下二点は樫木総業からの発売
- パワーパック PK-001（6,900円） PCエンジンGT用の充電式バッテリー。単二型ニッカド電池6本使用[8]。
非公式だが、マルチキットとの併用で通常のコアマシンでも使用出来る[9]。
- マルチキット PI-01P（980円） パワーパック用の変換プラグ。ゲームボーイ用A-KIT、ゲームギア用B-KITのセット。

## 動作に支障があるカード
ゲームタイトル
- スペースハリアー
- アウトライブ
- F-1 PILOT
- 死霊戦線
- 弁慶外伝
- ニュージーランドストーリー
- キングオブカジノ
- イメージファイト
- カトちゃんケンちゃん
- ビックリマンワールド
- 邪聖剣ネクロマンサー

使用不可
- スーパーグラフィックス専用カード
- システムカード
- スーパーシステムカード
- アーケードカード
- 天の声BANK